# Акционерное общество механических, гильзовых и трубочных заводов П. В. Барановского

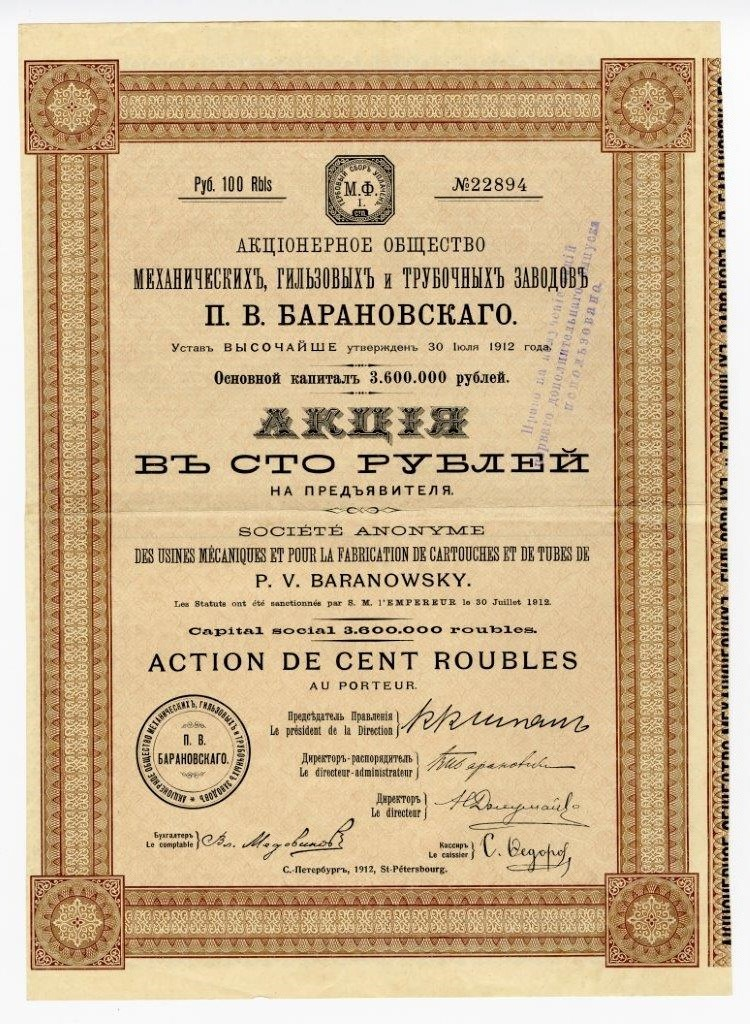
Акция в 100 руб. на предъявителя Акционерного общества механических, гильзовых и трубочных заводов П. В. Барановского с основным капиталом 3,6 млн. руб. Санкт-Петербург, 1912 г.

Акционерное общество механических, гильзовых и трубочных заводов П. В. Барановского было зарегистрировано в 1912 г. в Санкт-Петербурге (Устав Высочайше утвержден 30 июля 1912 г.) на базе основанного там же в 1877 г. двоюродными братьями, П. В. и В. С. Барановскими завода для производства артиллерийских трубок (взрывателей) и патронных гильз (сейчас это ОАО «Компрессор»). 
Управлял предприятием Пётр Викторович Барановский, чье имя в дальнейшем и получило Акционерное общество, известный русский промышленник и разработчик артиллерийских вооружений. Ему помогал кузен Владимир Степанович, изобретатель и конструктор первых систем скорострельной артиллерии, сын С. И. Барановского, видного русского педагога, инженера и изобретателя в области кораблестроения и транспорта.
Изначально предприятием АО П. В. Барановского производились пушечные гильзы, взрыватели, гранаты, снаряды, приборы снаряжения и разряжения артиллерийских патронов и прессы для переобжимки стреляных гильз. Первая скорострельная российская пушка, изобретенная В. С. Барановским, и первый российский компрессор также сделаны заводом Барановских.
В 1914 г. при уставном капитале 13,2 млн руб. активы компании составили 9 949 484 руб., прибыль — 1 118 444 руб., дивиденд — 13,5%.
В годы Первой мировой войны для нужд оборонной промышленности России Акционерным обществом П. В. Барановского был построен пороховой завод в г. Ковров Владимирской губернии.